# Ulvsbomuren
Ulvsbomuren är ett naturreservat i Surahammars kommun i Västmanlands län. Området är naturskyddat sedan 2017 och är 436 hektar stort. 

## Naturtyper
I beslutsunderlaget till naturreservatets bildande beskrivs naturtyperna så här:
Området är en kombination av asprika skogar i sent successionsstadium, sumpskogar, barrnaturskogar, öppna myrar och sjöar. De högsta naturvärdena är knutna till aspskogarna och dess rikedom av arter. Ett flertal av aspskogarnas arter gynnas av grova äldre träd, hög luftfuktighet och luckig miljö. Ett rikt fågelliv är knutet till skogarna, sjöarna Ulvramen och Granramen samt den värdefulla Källdalsmossen. Dessa sjöar hyser även insekter som finns med i art- och habitatdirektivet. Totalt har omkring 80 arter som indikerar höga naturvärden hittats i området. Flera av dessa, till exempel gelélavar och ett antal rödlistade vedsvampar, förekommer ganska frekvent.

## Bildgalleri

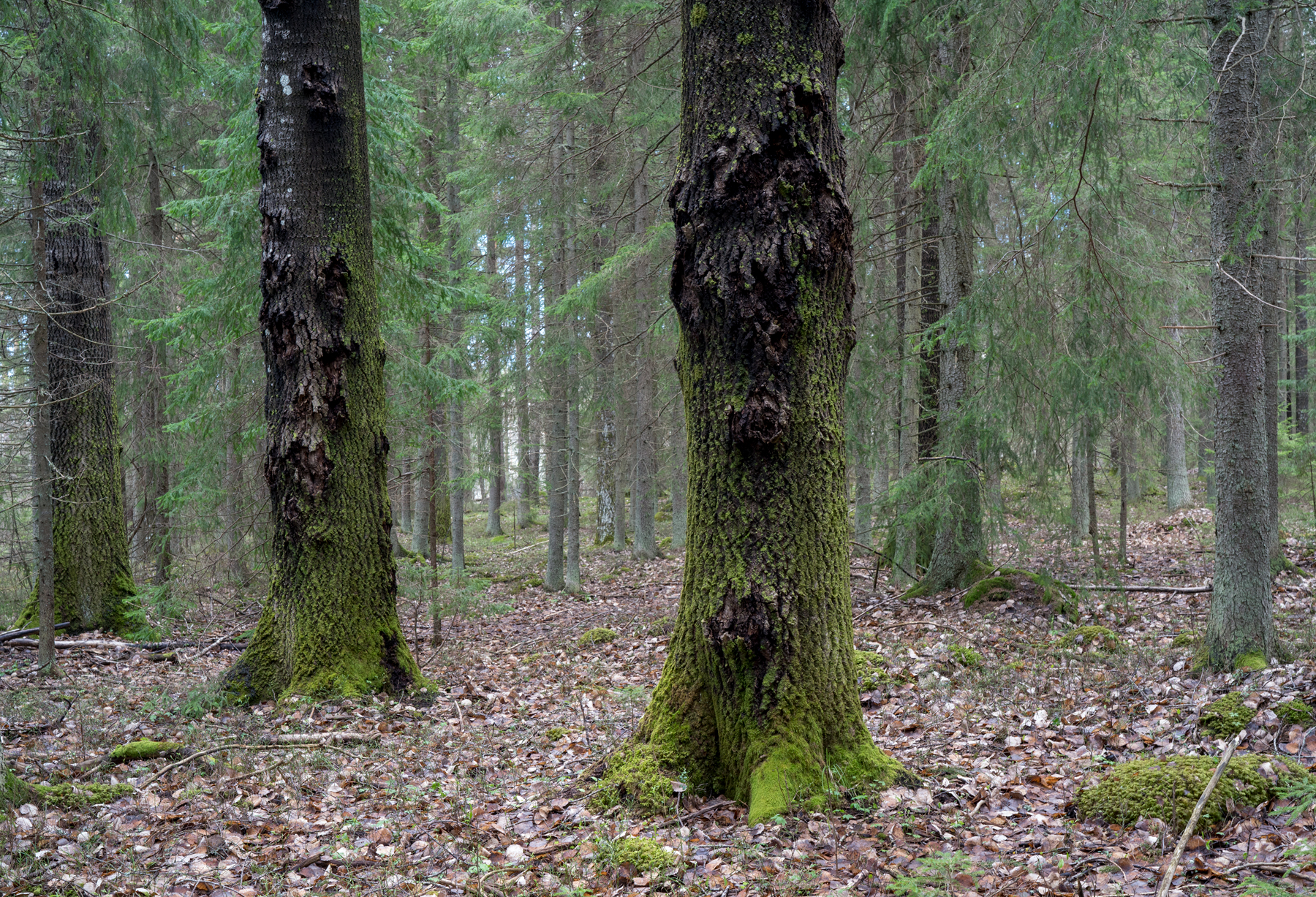
Asprika skogar i sent successionsstadium.
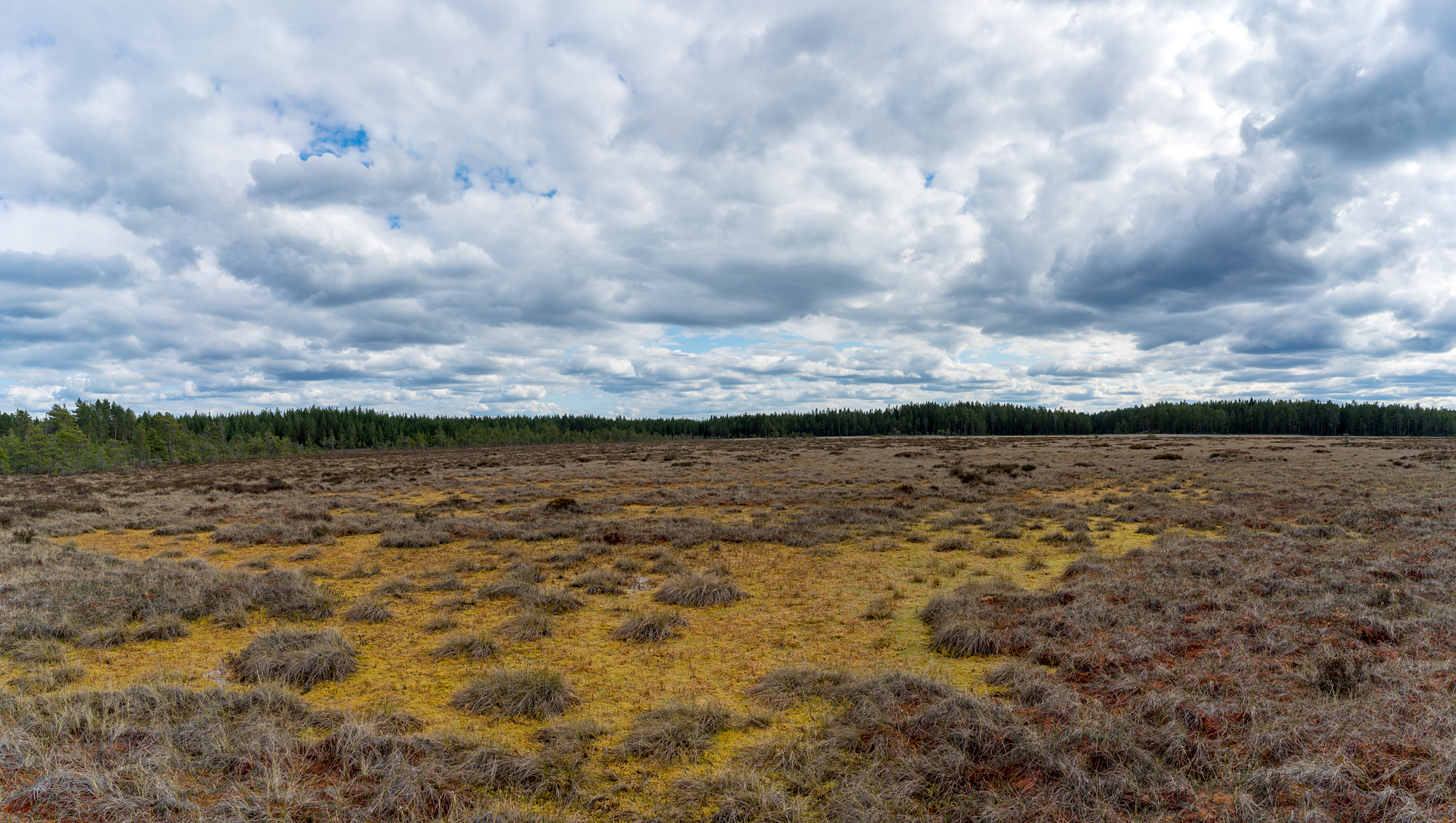
Källdalsmossen har ett rikt fågelliv.
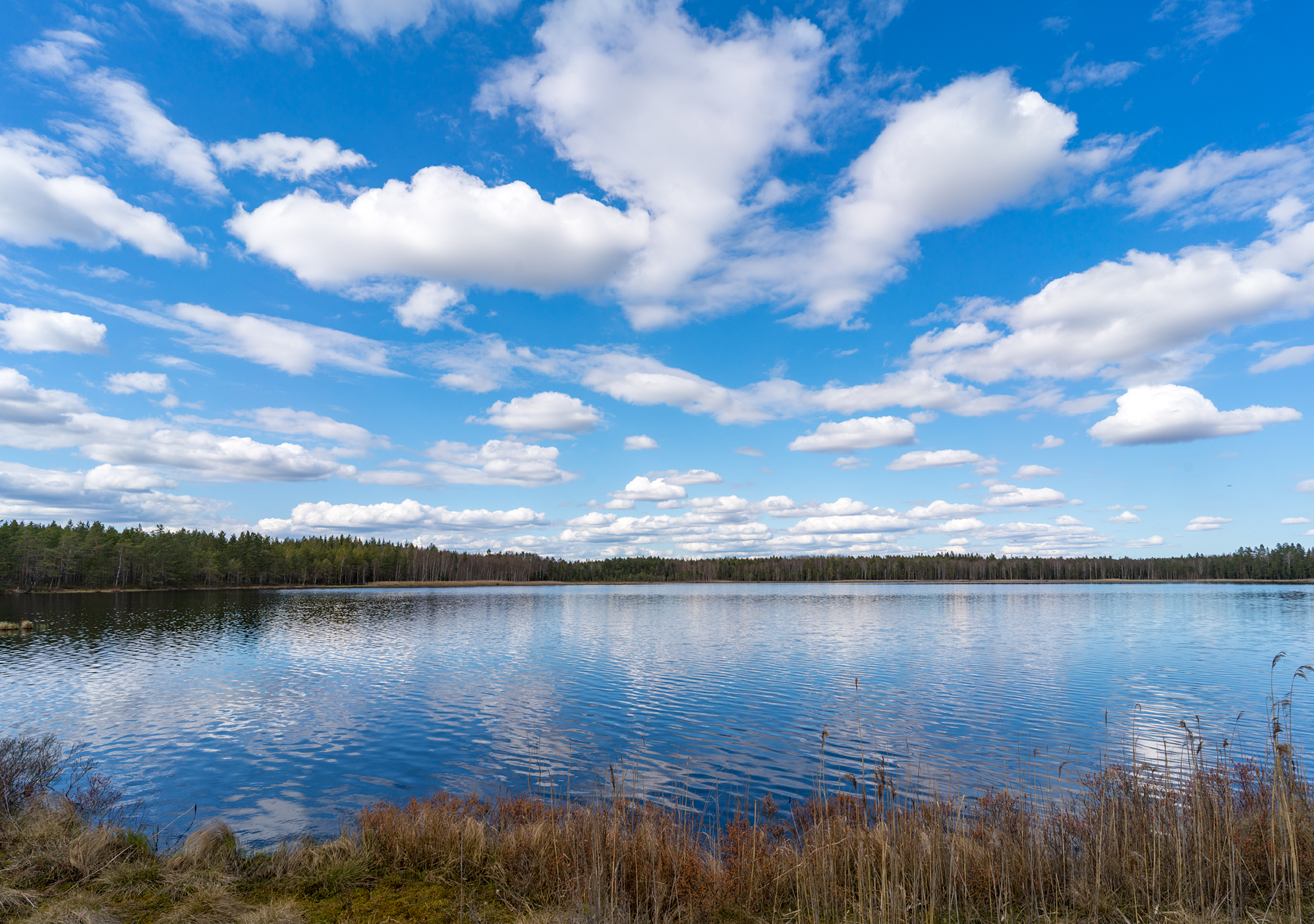
Sjön Granramen.

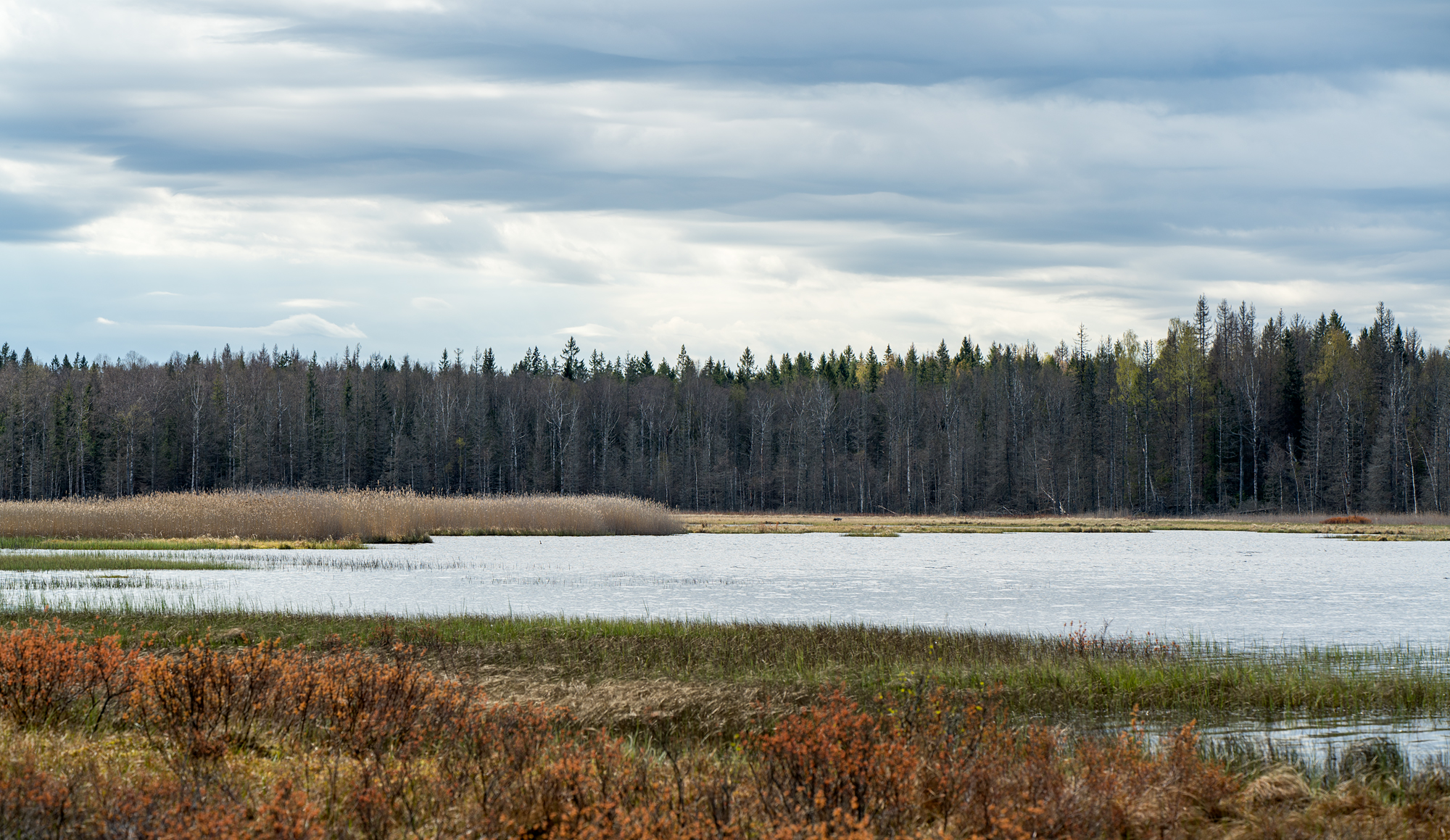
Sjön Ulvramen.
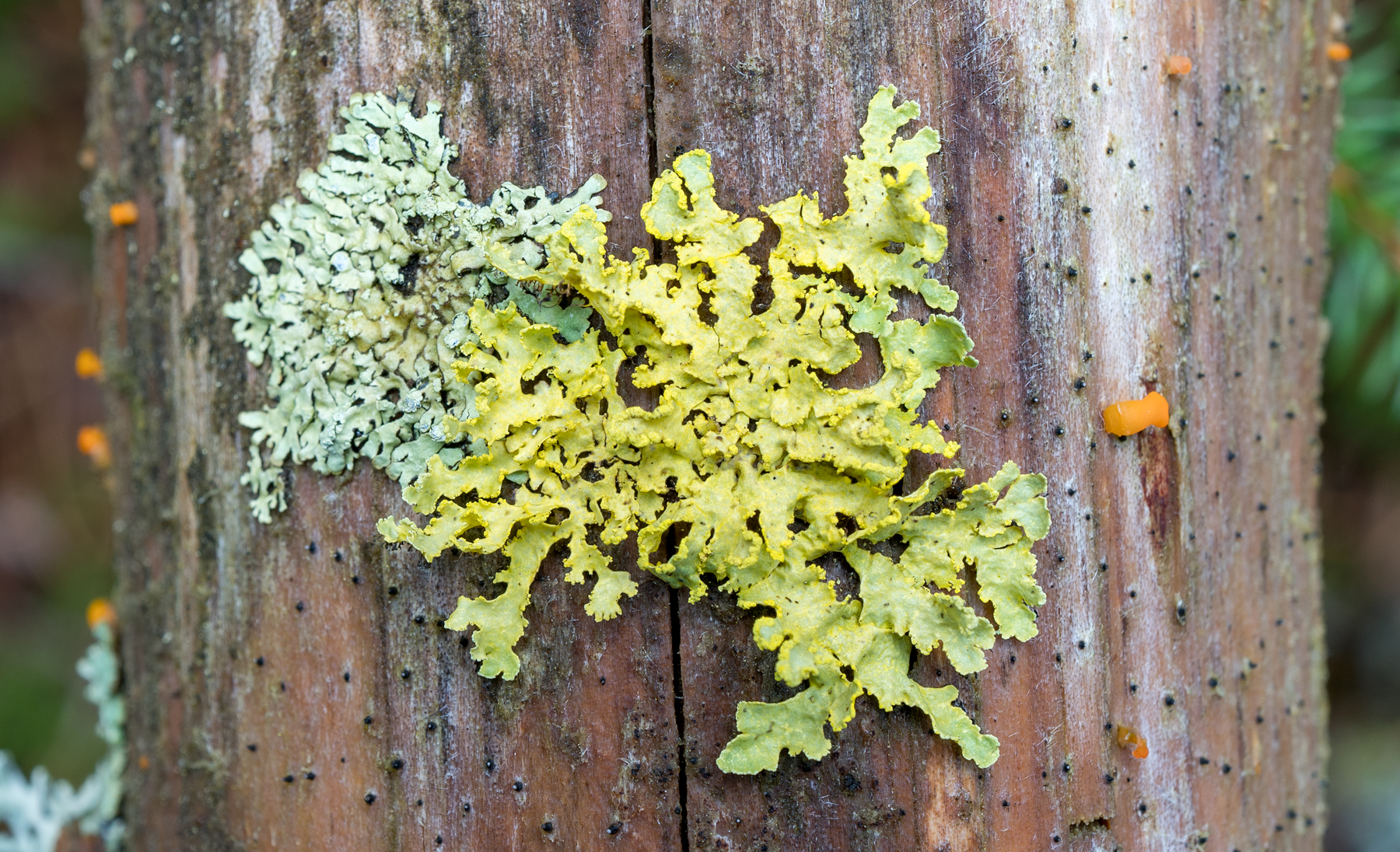
Blåslav (grågrön) och granlav (gul).
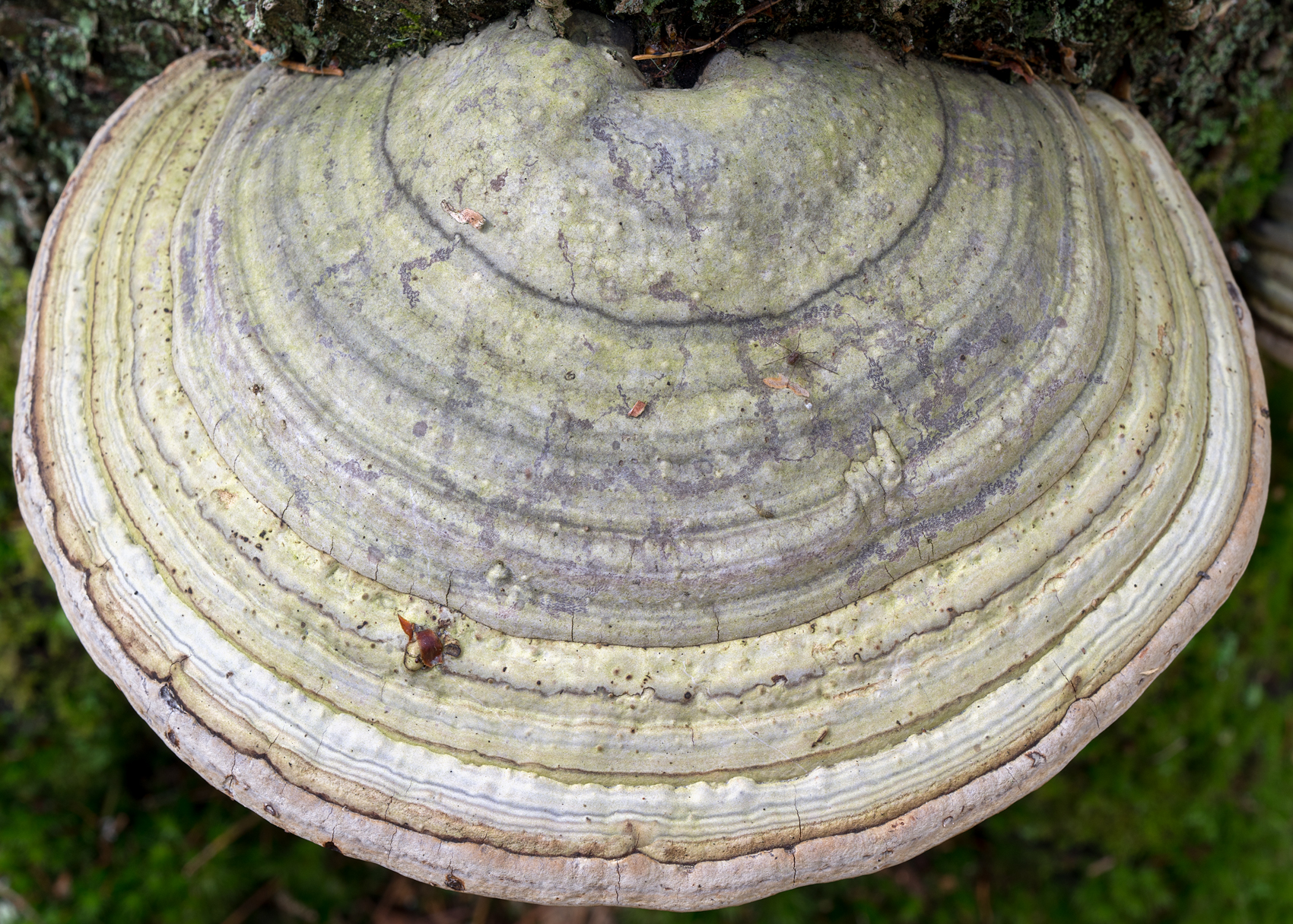
Flera arter vedsvamp, varav en del rödlistade, finns i reservatet.

Udda svampar
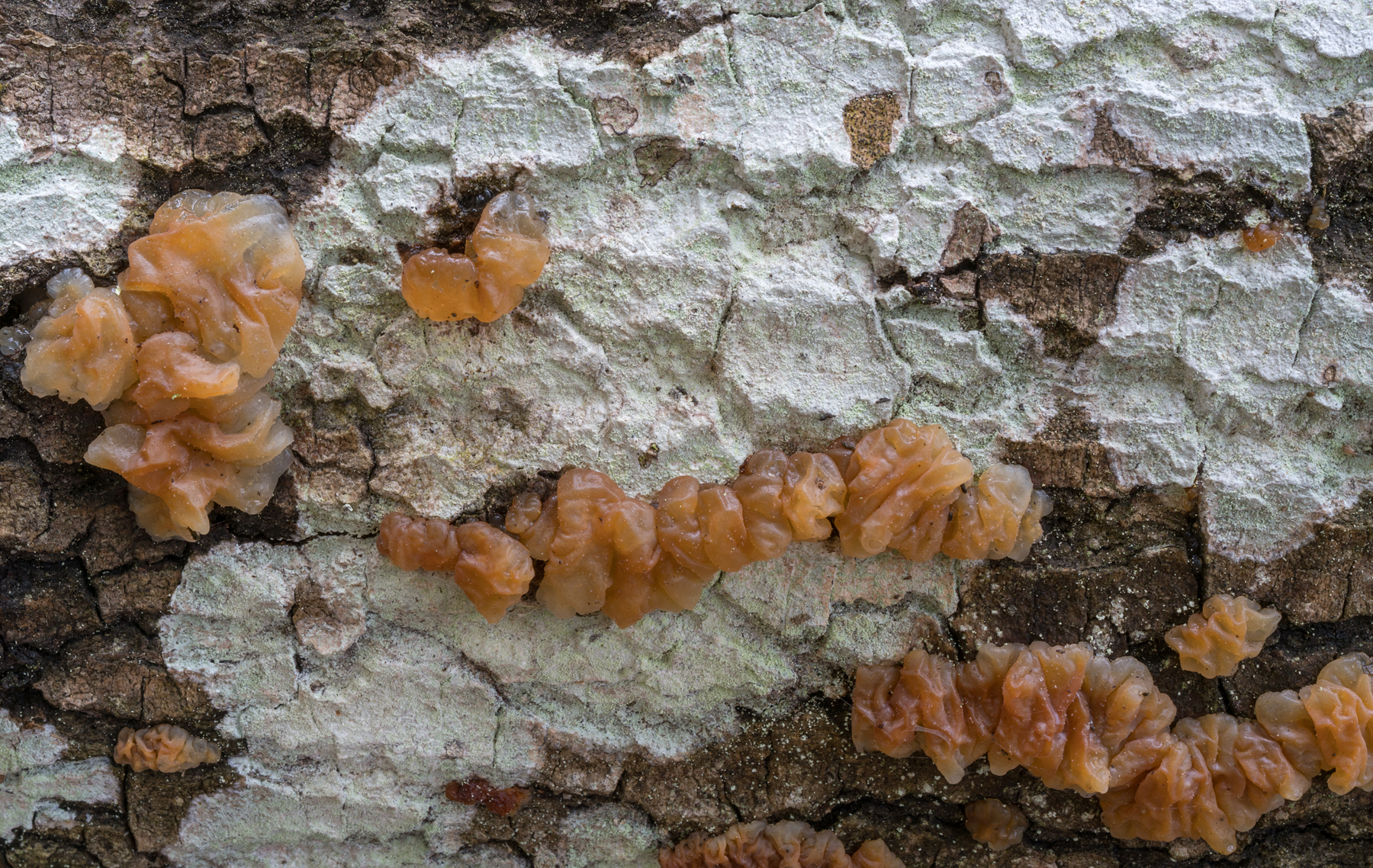
Broskkrös - Exidia candida var. cartilaginea.
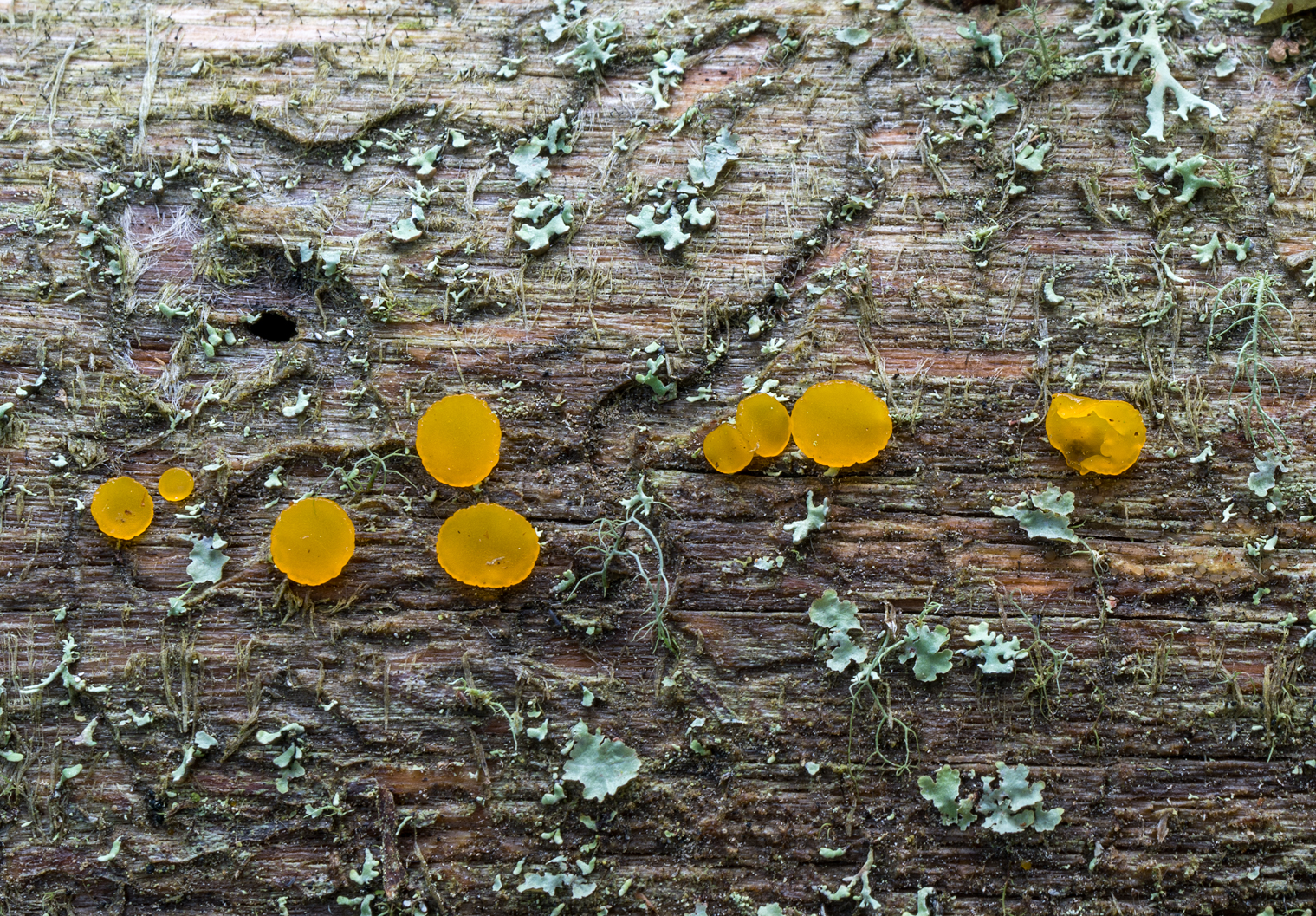
Vårplätt - Heterotextus alpinus.
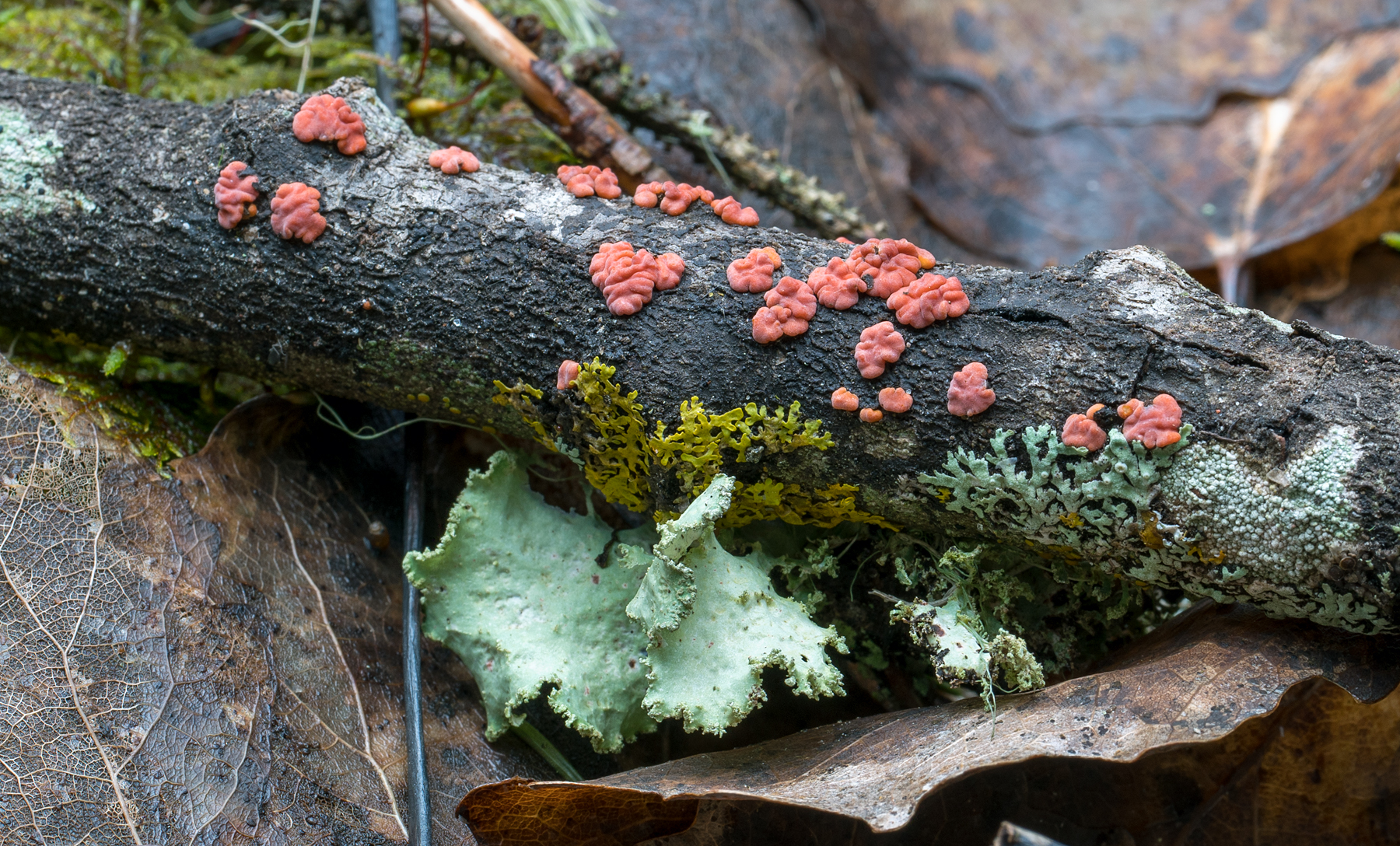
Vårtplätt - Peniophora rufa.